# Severoirská vlajka

Vlajka Spojeného království
Poměr stran: 1:2

Vlajka Severního Irska, jedné ze zemí Spojeného království, je zároveň britskou vlajkou (Union Jack) – jedinou oficiální vlajkou užívanou v Severním Irsku. Mezi roky 1953 a 1973 byl jako severoirská vlajka užíván tzv. The Ulster Banner, který vycházel ze severoirského znaku. Se zrušením autonomie Severního Irska v roce 1973 došlo ke zrušení orgánů oprávněných tuto vlajku užívat a vlajka ztratila oficiální status. Nadále je užívána jako symbol severoirských loajalistů a unionistů.

Vlajka Severního Irska (1953–1973), tzv. Ulster Banner Poměr stran: 1:2

## Další vlajky užívané v Severním Irsku
Další z vlajek užívaných na území Severního Irska je vlajka svatého Patrika (červený diagonální kříž v bílém poli), který je patronem Irska. Kříž z vlajky svatého Patrika je zároveň součástí vlajky Spojeného království.
Existují také návrhy, aby byla přijata nová, více neutrální vlajka pro celé Severní Irsko.

Vlajka svatého Patrika Poměr stran: 3:5
Vlajka Severoirského shromážděním Poměr stran: 2:3
Vlajka historické provincie Ulster Poměr stran: ~5:9
Irská vlajka, užívaná severoirskými nacionalisty Poměr stran: 1:2